# Iryna Chljustawa
Iryna Mikalajeuna Chljustawa (belarussisch Ірына Мікалаеўна Хлюстава, englisch Iryna Khliustava; * 14. Juni 1978 in Luninez) ist eine belarussische Sprinterin, die sich auf den 400-Meter-Lauf spezialisiert hat.
Als Teil der belarussischen Stafette gewann sie in der 4-mal-400-Meter-Staffel Gold bei den Leichtathletik-Halleneuropameisterschaften 2002 in Wien und 2007 in Birmingham, wurde Fünfte bei den Leichtathletik-Weltmeisterschaften 2007 in Osaka, gewann Silber bei den Leichtathletik-Hallenweltmeisterschaften 2008 in Valencia und wurde Dritte bei den Olympischen Spielen 2008 in Peking.

## Persönliche Bestzeiten
- 400 m: 51,87 s, 7. Juli 2006, Brest
  - Halle: 52,70 s, 9. Februar 2007, Mahiljou